# Central Tejo (storia)
Nell'ultimo quarto del XIX secolo, ad immagine di quanto succedeva nelle principali città europee, Lisbona era una città in piena espansione ed il consumo di elettricità andava crescendo al ritmo dell'urbanizzazione della città: prima sostituendo il gas nell'illuminazione pubblica, dopo alimentando i motori elettrici che gradualmente guadagnavano spazio nell'industria e per finire nelle case della borghesia iniziava l'uso domestico dell'elettricità.
Nella capitale portoghese, esistevano due centrali che fornivano elettricità alla città: la Central da Avenida (1889) e la Central da Boavista (1903). I loro nomi erano legati ai luoghi dove erano ubicate; per questa stessa ragione, durante la fase iniziale del progetto della Centrale Tejo, la toponomastica continuò ad entrare nel nome delle centrali ed essa venne denominata Centrale della Junqueira, visto che era ubicata in quella zona della città. Questa denominazione durò molto poco visto che, subito dopo la costruzione, sia nei documenti ufficiali che sulla facciata della centrale, apparve la scritta Centrale Tejo.

## L'originaria Centrale Tejo
Le piccole centrali esistenti nella capitale (Avenida e Boavista) erano diventate obsolete a causa della crescente necessità di energia elettrica e, inoltre, erano localizzate in quartieri fortemente urbanizzati producendo intensi impatti ambientali e senza spazio per le prevedibili espansioni che la nuova industria dell'elettricità prevedeva.
Per queste ragioni, all'inizio del 1908, la società che aveva la concessione e distribuzione dell'energia elettrica nella città di Lisboa, le Compagnie Riunite di Gas e Elettricità (CRGE) intraprese la costruzione di una nuova centrale termoelettrica a Lisbona. Nella richiesta di autorizzazione chiedeva di poter realizzare una nuova stazione generatrice di energia, localizzata in una zona industriale che si estendeva tra l'“Arsenal da Marina” e la spiaggia di Pedrouços, nella parte occidentale della città.
Il luogo scelto si situava a metà strada tra il Palazzo di Belém e la Cordoaria Nacional da Junqueira, esistenti tutt'oggi. Così, dopo essersi procurata i fondi per finanziare la nuova centrale termoelettrica, nel marzo del 1908, cominciò la costruzione della centrale che avrebbe fornito di elettricità Lisbona e la sua regione circostante per più di quattro decenni.
Il progetto tecnico definitivo venne realizzato dall'ingegnere Lucien Neu, il quale utilizzò tutto lo spazio utile sistemando le turbine nell'area centrale e le caldaie disposte sui due lati. Questo progetto andò incontro a diverse modifiche ed i tempi di costruzione si prolungarono rispetto ai tempi inizialmente previsti. La società responsabile della costruzione degli edifici fu la Vieillard & Toupet, che impiegò in media 50 lavoratori.
Nell'estate del 1909, la Centrale Tejo venne formalmente inaugurata, anche se fino alla fine del 1910 vennero apportate grandi modifiche alle apparecchiature, come l'acquisto di nuovi turboalternatori o l'ampliamento della sala delle caldaie, che implicò la costruzione di una nuova canna fumaria di 36 m. di altezza, con la forma piramidale invertita.
Dalla sua costruzione fino a 1912, la Centrale della Junqueira acquistò nuovi macchinari per aumentare la sua produzione. Nel 1908 aveva iniziato con due alternatori, ognuno di 1 MW di potenza, provenienti dalla Centrale della Boavista e sei caldaie della Delaunay-Belleville. L'ampliamento del 1910 coinvolse l'installazione di tre nuovi turboalternatori Brown Boveri & Cª che aumentarono la potenza totale a 7,75 MW. Alle iniziali quattro caldaie ne vennero aggiunte altre cinque con maggiore potenza di vaporizzazione.
Così, nel 1912, quando era al completo, la Centrale Tejo aveva 15 piccole caldaie Belleville e cinque generatori che fornivano la rete elettrica della città di Lisbona.
All'esterno, l'edificio che ospitava tutti i macchinari, presentava un tipo di architettura caratteristica delle piccole centrali elettriche della fine del XIX secolo, allora denominate “fabbriche di elettricità”. La sua pianta era costituita da un edificio longitudinale coperto a due spioventi e da tre sale adiacenti lungo il lato occidentale. Due camini svettavano sul corpo centrale. Nelle facciate Nord - Sud si poteva leggere la scritta: “1909 / Cªs Reunidas Gás e Electricidade / Estação Eléctrica Central Tejo” (“1909 / Compagnie Reunite Gas e Elettricità / Stazione di alimentazione Centrale Tejo”).
Questa prima edificazione della Centrale Tejo era stata prevista per un periodo di sei anni (1908-1914), fino a quando la CRGE non avesse ottenuto le risorse necessarie per costruire una centrale di maggiore capacità e dimensioni. Tuttavia, a causa dello scoppio della prima guerra mondiale, non vi furono ampliamenti fino al 1921. La produzione e distribuzione di energia elettrica cominciò ad essere realizzata in condizioni molto precarie, poiché, tra le altre cose, i combustibili usati erano di scarsa qualità e le caldaie soffrivano di frequenti rotture comportando un significativo rallentamento nell'espansione e nello sviluppo dell'energia elettrica in città.
Nonostante queste difficoltà, la costruzione dell'edificio delle caldaie a bassa pressione, proseguì e alla fine del 1916 la Centrale iniziò a produrre vapore con le prime due caldaie a bassa pressione installate nel nuovo edificio, ancora in costruzione, ma che già assicurava le condizioni necessarie per rafforzare l'alimentazione dei gruppi generatori esistenti.
Una volta costruito e tornato pienamente operativo l'edificio a bassa pressione, nel 1921, l'originaria Centrale Tejo venne smantellata ed al suo posto vennero creat laboratori e magazzini. Alcuni anni dopo, a seguito della necessità di costruire un nuovo edificio per le caldaie ad alta pressione, gli edifici iniziali vennero demoliti (1938) senza lasciarne traccia.

## L'attuale Centrale Tejo
La necessità di costruire un nuovo stabilimento per soddisfare le crescenti esigenze di energia elettrica , diede luogo, nel 1914, all'inizio della costruzione di nuovi edifici e di installazioni di macchine con maggiore efficienza. Questa fase di crescita e di modernizzazione si fermò con l'installazione della XV e ultima caldaia nel 1951.
Riepilogando, vi furono due periodi principali di costruzione:
- Il primo tra il 1914 ed il 1930, corrispondente alle installazioni di bassa pressione, durante il quale venne costruita ed ampliata la sala delle caldaie a bassa pressione e la sala delle macchine.
- Il secondo tra il 1938 ed il 1951, corrispondente all'installazione di caldaie ad alta pressione. Al termine di questo periodo la struttura architettonica rimase inalterata fino ad oggi, soprattutto in relazione al complesso totale.

### Bassa pressione
Con la costruzione delle caldaie a bassa pressione e la nuova sala macchine, la Centrale Tejo iniziò a prendere forma sia negli aspetti produttivi sia in termini di architettura, utilizzando mattoni sulle facciate a vista.
In questo periodo di bassa pressione è possibile distinguere tre fasi costruttive:
- La prima tra il 1914 ed il 1921. Corrisponde all'inizio della costruzione dell'edificio delle caldaie, del distributore di carbone e della sala macchine.
- La seconda tra il 1924 ed il 1928, si distinse dalla prima espansione, per la costruzione di un corpo di fabbrica per l'installazione di nuove caldaie ed altri distributori di carbone, equivalenti agli attuali, nuovi generatori e il circuito di raffreddamento e rispettive canalizzazioni.
- La terza, tra il 1928 ed il 1930, portò all'estensione della sala caldaie - con l'acquisto di forni più grandi - e della sala macchine.

### Alta pressione
Anche se durante il periodo 1930-1938 si lavorò in bassa pressione, vennero effettuate una serie di opere con l'obiettivo di strutturare la Centrale Tejo per la futura produzione in alta pressione, che comportava la costruzione di un nuovo edificio.
Il luogo stabilito per il nuovo edificio fu quello su cui sorgeva la centrale originaria, anche se occupato da laboratori e magazzini. Occorreva pertanto garantire una nuova ubicazione a questi servizi essenziali per il funzionamento della centrale. A questo scopo, vennero acquistati terreni dell'ex zuccherificio di Senna Sugar Estates, Ltd, di proprietà della Companhia de Açúcar de Moçambique (Sugar Company del Mozambico), che si trovavano sul lato est della Centrale.
Dall'inizio del decennio, i turboalternatori 2 e 3 della AEG iniziarono a causare problemi e ad avere diversi guasti fino a che, nel 1934, si stabilì di installare due generatori di una stessa marca ma con il doppio della potenza.
A seguito dell'installazione di nuovi generatori di potenza superiore, fu necessaria una successiva installazione delle caldaie ad alta pressione (numeri 12, 13 e 14) per poter sfruttare la potenza consentita dai gruppi turboalternatori. Le caldaie vennero ordinate al produttore Babcock & Wilcox e le loro grandi dimensioni obbligarono alla costruzione del più alto edificio del complesso industriale, la costruzione dell'edificio delle caldaie ad alta pressione.
Ancora una volta la guerra, in questo caso la seconda guerra mondiale, determinò ritardi nel montaggio e nell'installazione nell'edificio ad alta pressione. Le tre caldaie programmate per l'ingresso in servizio nel 1940 furono pronte soltanto l'anno seguente. La caldaia 12 a marzo, la 13 a aprile e la 14 ad agosto.
Tuttavia, le caldaie non potevano raggiungere un alto rendimento, perché si operava a bassa pressione. Occorreva costruire gli ausiliari di alta pressione e regolare le turbine.
Finalmente, il materiale arrivò nel 1942, consentendo di iniziare la produzione di energia elettrica in regime di alta pressione nel corso dell'anno successivo. Nel 1943 le caldaie 12 e 13 iniziarono ad alimentare il turboalternatore numero 2 e nel 1944 la caldaia 14 il turboalternatore 3.
A causa della guerra, durante gli anni di conflitto, il prezzo del carbone aumentava costantemente mentre la qualità scadeva. Di conseguenza vi fu un aumento dei costi che si quadruplicarono in soli sei anni (1939-1945). Inoltre, la produzione di energia elettrica era aumentata progressivamente raggiungendo valori massimi anno dopo anno con il picco raggiunto nel 1950, con un record di 52.200 kW e 216 milioni di kWh di produzione.

#### Caldaia 15
Nel corso dell'anno 1944, le CRGE progettarono la sostituzione di alternatori e caldaie obsolete con attrezzature adatte alla realtà di quel tempo, conseguenza degli sviluppi tecnologici. Successivamente, a causa del maggior consumo di energia elettrica, questo progetto si è trasformato in un ampliamento per creare un centro di produzione nuovo, ovvero una nuova centrale termoelettrica. In quello stesso anno, venne approvata la Legge della elettrificazione nazionale, che indicava un cambiamento nella politica energetica portoghese, dando priorità ai sistemi idroelettrici per la produzione di energia, ciò significava che il progetto di una nuova centrale termoelettrica veniva negato perché in contrasto con la normativa vigente. Dopo diversi appelli al governo, venne finalmente concessa, nel 1948, l'autorizzare alle CRGE di intraprendere un ampliamento minimo della Central Tejo, che portò all'acquisto ed all'installazione di una nuova caldaia, la numero 15.
Ancora una volta fornita dalla Babcock & Wilcox, venne installata vicino alla caldaia 12. Per raggiungere questo obiettivo, si dovette demolire l'attuale facciata e costruire, sempre con la stessa tecnica ed estetica, la struttura in metallo e il suo rivestimento in mattoni. I lavori iniziarono nei primi mesi del 1950 e terminarono alla metà del 1951 con l'entrata in servizio della nuova caldaia.
I quasi dieci anni intercorsi fra l'installazione delle prime caldaie ad alta pressione e quest'ultima, avevano fatto sì che vi fossero differenze tra di loro. Ad esempio, nella caldaia 15 erano stati già installati gli iniettori di nafta (nelle altre vennero progressivamente installati), il tappeto di griglie era più basso, la postazione di controllo era più avanzata, nel posacenere esistevano sei tramogge di espulsione della cenere e del carbone (nelle altre solo tre), ed aveva dimensioni leggermente più grandi.

### Integrazione nella Rete elettrica nazionale
La legge della Elettrificazione nazionale dava priorità assoluta alla produzione idroelettrica, e anche, alla standardizzazione elettrica del paese attraverso una rete nazionale di trasporto. Per queste ragioni, dal 1950 la Centrale Tejo venne classificata come centrale di riserva, passando a produrre su un secondo livello di sostegno al settore della produzione elettrica e, inevitabilmente, iniziò la sua decadenza.
Infatti, il 21 gennaio 1951 venne ufficialmente inaugurata la Centrale di Castelo de Bode, la prima grande centrale idroelettrica tra le diverse che la Legge della elettrificazione nazionale prevedeva di realizzare, per la fornitura di energia elettrica ai centri di largo consumo come era il caso delle città di Lisbona e Porto. Successivamente, la Centrale Tejo venne passata a centrale di riserva, limitando il suo funzionamento agli anni di scarse precipitazioni atmosferiche e come supporto alla rete elettrica nazionale. Tuttavia, continuò a produrre energia elettrica, anche se solo con un gruppo turbine e due caldaie ad alta pressione.
Fra il 1951 ed il 1968 rimase in funzione tutti gli anni, eccetto che nel 1961. Il 1953 fu particolarmente difficile a causa della mancanza di disponibilità di acqua e, quindi, venne richiesto il suo funzionamento per la maggior parte dell'anno. La sua attività fu spesso sovraccaricata per soddisfare le esigenze, non solo della sua rete di distribuzione, ma anche per sostenere la rete nazionale. Nel corso degli anni sessanta vennero smantellate tutte le attrezzature di bassa pressione.
L'ultima attività della centrale data 14 agosto 1972 e fu determinato dal movimento di opposizione politica al regime di Salazar al governo in quell'epoca. Il 9 agosto avvenne un atto di sabotaggio alle linee elettriche di alta tensione che rifornivano Lisbona, lasciando questa senza energia elettrica. Per una settimana si dovette ricorrere alla Centrale Tejo per la produzione di elettricità da immettere nella rete di distribuzione della città di Lisbona. Gli ex lavoratori della centrale, alcuni già in pensione, rimisero in funzione le installazioni della Centrale Tejo mettendo carbone, per l'ultima volta, nella caldaia numero 15. Si riuscì a produrre 1.200.678 kWh, un valore residuale visto che era solo un quinto delle esigenze di consumo di una giornata tipo nella rete di CRGE. Questo fu l'ultimo giorno della Centrale. Da allora cessarono definitivamente i rumori e le vibrazioni che avevano segnato, per diverse generazioni, il funzionamento di questa centrale elettrica.
Ufficialmente, la Centrale Tejo è stata chiusa e dismessa nel 1975.

## Museo dell'elettricità
Dopo la nazionalizzazione del settore dell'energia elettrica portoghese nel 1975, il patrimonio delle CRGE venne integrato nella nuova società fondata nel 1976, EDP – Electricidade de Portugal, e si pose la questione su cosa fare della vecchia Centrale Tejo, nella quale esistevano tante macchine associate a tutta la sua struttura imponente. La proposta fu chiara: riaprirla come museo di scienza e allo stesso tempo, di archeologia industriale.
Nello stesso anno in cui l'edificio venne Dichiarato di Interesse Pubblico, vale a dire nel 1986, iniziò a lavorare il team fondatore del futuro Museo dell'elettricità. Esso venne aperto al pubblico per la prima volta nel 1990.
Le esposizioni permanenti del museo permettono di conoscere il processo, la storia e il lavoro della Centrale Tejo, così come gli aspetti rilevanti della evoluzione della produzione di energia elettrica dalle prime scoperte fino alle nuove forme di energia elettrica attualmente disponibili. Il museo ha anche un Centro di documentazione, una biblioteca specializzata e un servizio di ricerca e di mantenimento di una varietà di attrezzature relative alla elettricità, consolidando in tal modo lo studio storico dell'elettricità in Portogallo e perpetuando nel tempo memorie e fatti in questione.
Tra il 2001 e il 2005, la Centrale dovette subire dei lavori di restauro in risposta alle carenti condizioni di conservazione. Sono state ripulite le facciate e l'interno, venne consolidata la struttura in ferro, sostituiti migliaia di mattoni e modificato il discorso museografico come oggi visibile nell'ex Centrale Tejo, ora Museo dell'elettricità.